# Aphrosylus direptor
Aphrosylus direptor är en tvåvingeart som beskrevs av Wheeler 1897. Aphrosylus direptor ingår i släktet Aphrosylus och familjen styltflugor.
Artens utbredningsområde är British Columbia. Inga underarter finns listade i Catalogue of Life.